# Karel Balcar
Karel Balcar (* 10. červen 1966 v Lanškrouně) je český malíř.

## Život
V letech 1984-1985 studoval na ČVUT, Fakultě jaderné a fyzikálně inženýrské, 1986-1987 na VŠE, Fakultě Automatických systémů řízení. V roce 1992 byl přijat na Akademii výtvarných umění v Praze, kde v atelieru prof. Zdeňka Berana v roce 1999 diplomoval.

## Ceny
- 1993, 1994 Atelierová cena
- 1998 Stipendium Nadace Jany a Milana Jelínkových
- 2000 Finalista ArtLink@Sotheby’s International Young Art

## Tvorba
Výběrově orientovaný přístup k pojetí zobrazivé malby a typ vyhraněně figurativního zaměření spolu s charakteristickým obsahem odlišují Karla Balcara od většiny současné běžné produkce u nás. Bylo možné se o tom přesvědčit na všech výstavách, kterých se účastnil. Přesto se dá s čistým svědomím říci, že zde existuje zcela evidentní a průkazný kontext s tím, co se nedávno dělo a co se i dnes odehrává na bohatě rozvrstvené pluralitní scéně současného umění ve světě. Edward Lucie-Smith ve své obsáhlé publikaci „Art today“ v jedné z několika kapitol, které jsou věnovány zobrazivé malbě, píše: „Jednou z nejpřekvapivějších změn, které přinesl vývoj umění v posledních třiceti letech je, že mnoho umělců začalo znovu prozkoumávat předmodernistickou minulost.“ …
„Současní umělci ve skutečnosti učinili zajímavý objev: zjistili, že v důsledku propasti mezi uměním 20. století a uměním vzdálenější minulosti je nyní všem dílům starých mistrů společná jinakost, jaká byla kdysi připisována pouze umění, které nebylo západního původu.“

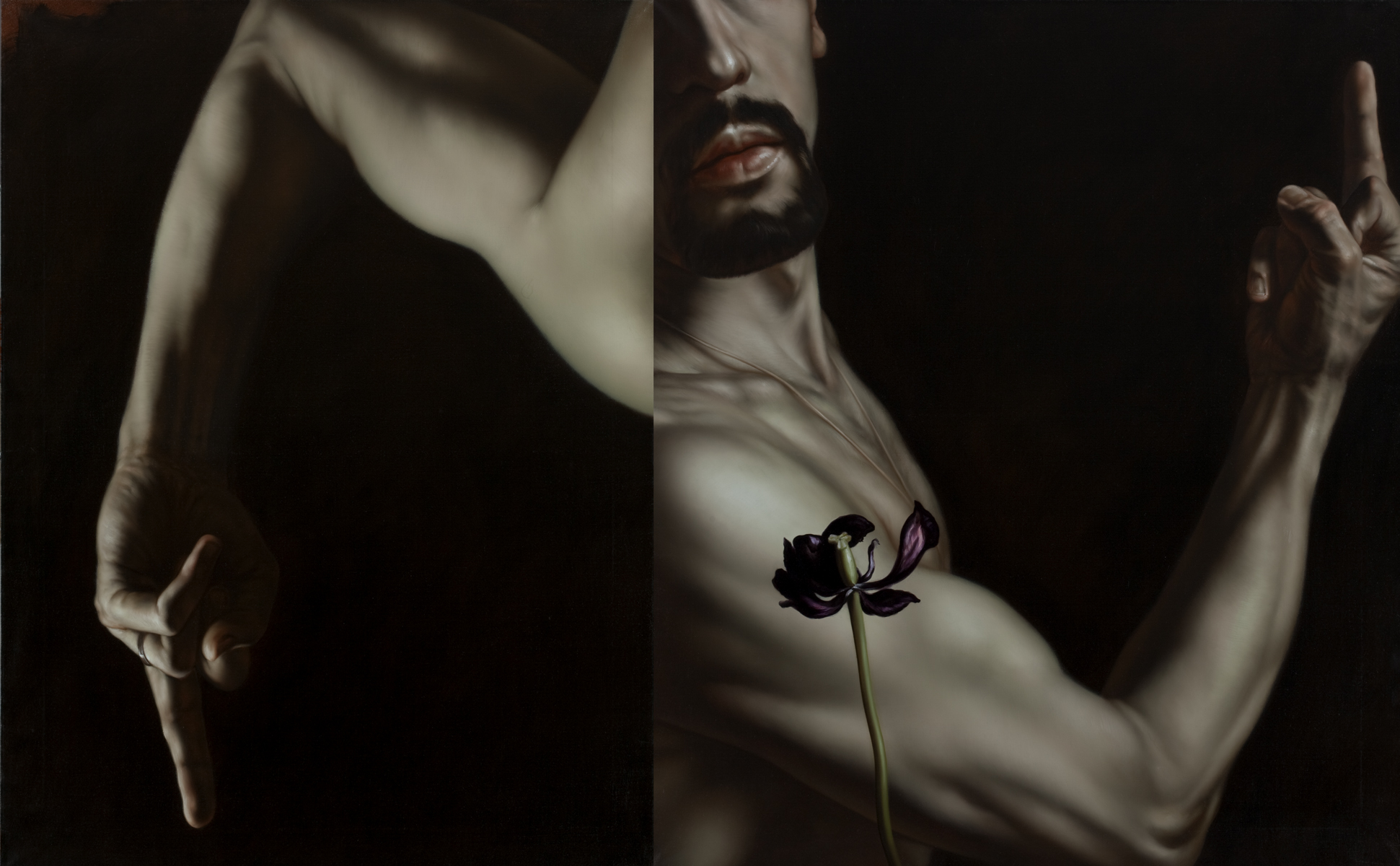
Man with The Finger, olej na plátně, 136x220 cm, 2009
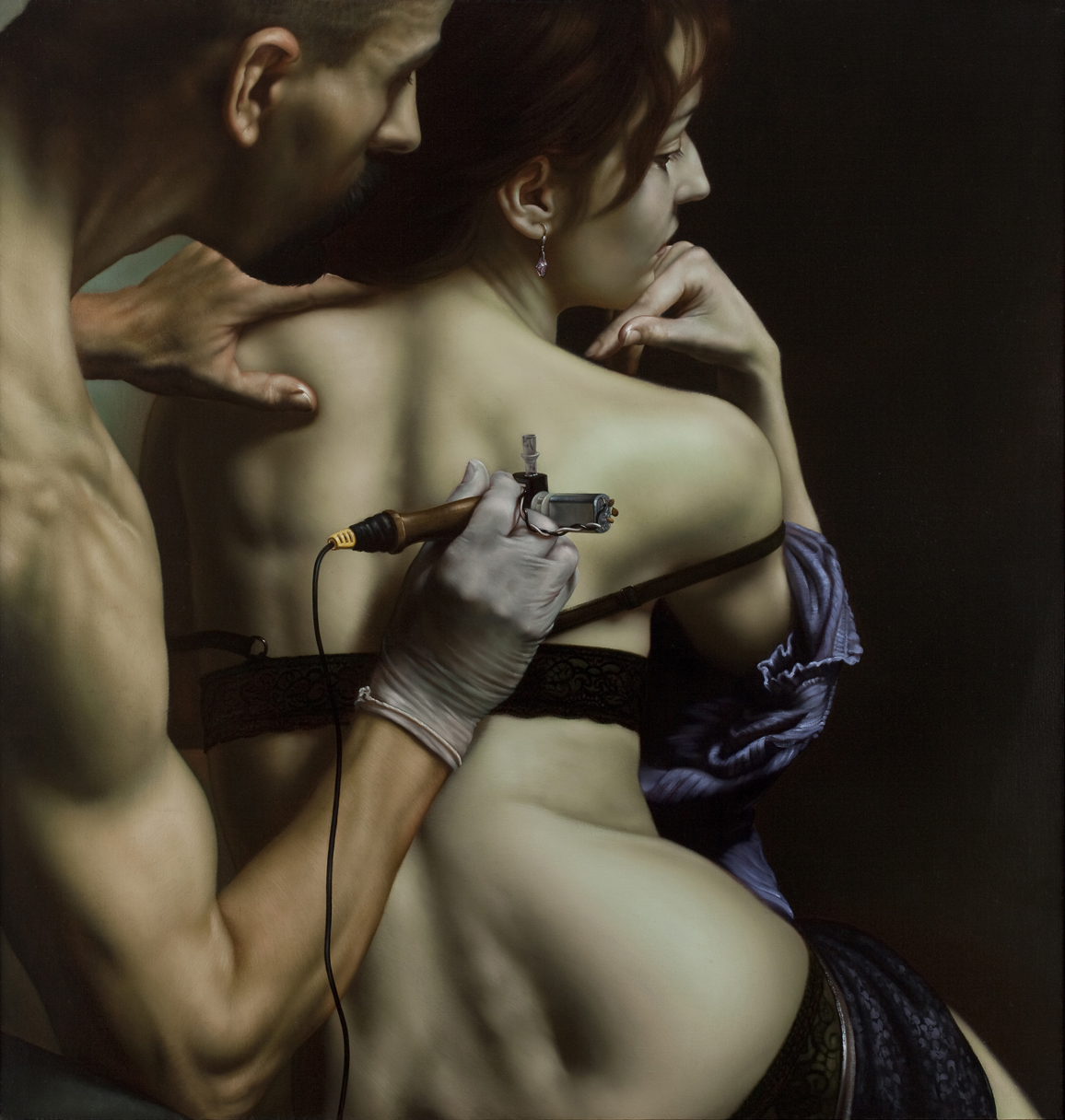
T2, olej na plátně, 187x178 cm, 2010
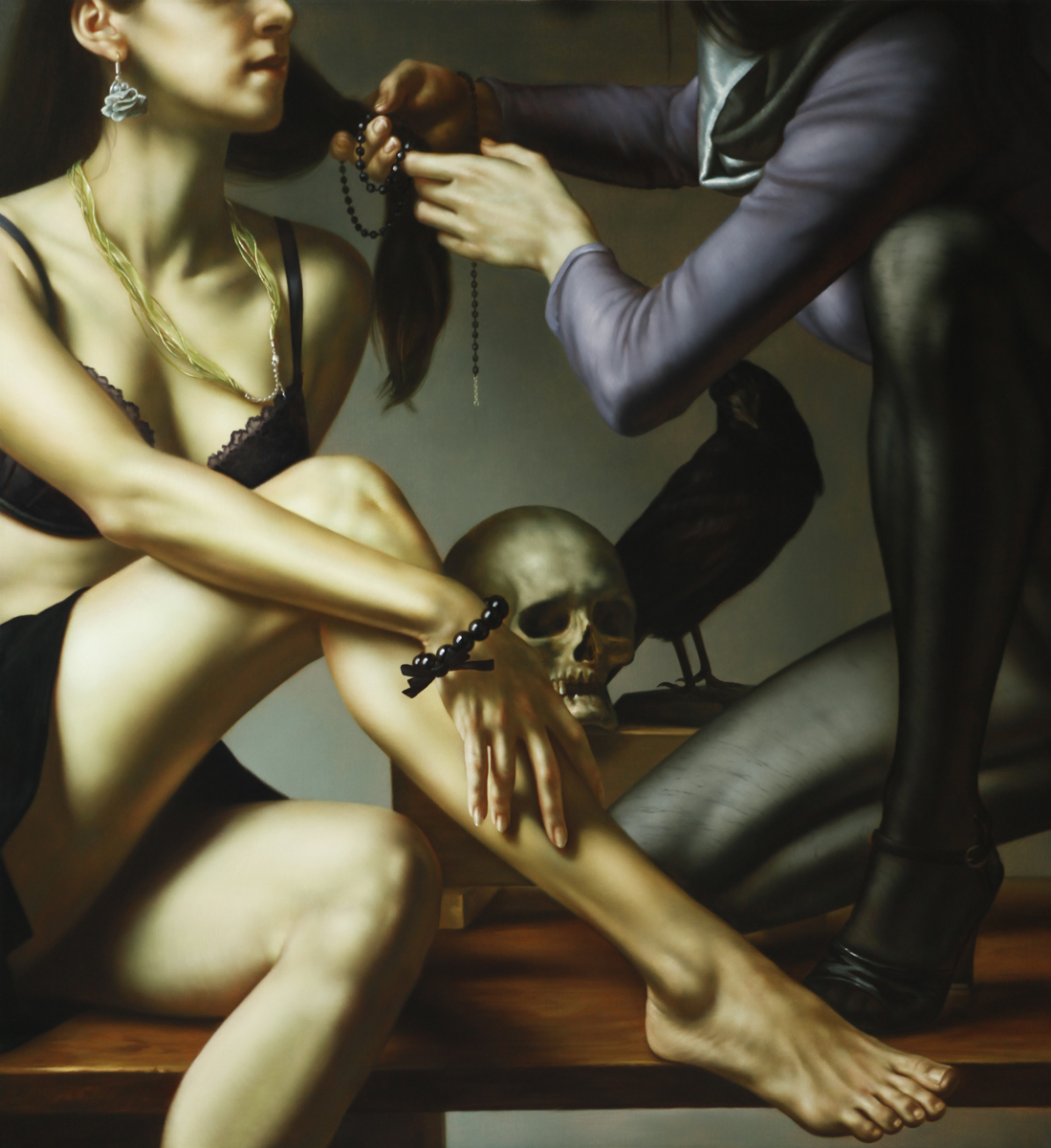
Entering Renaissance, olej na plátně, 141x132 cm, 2014
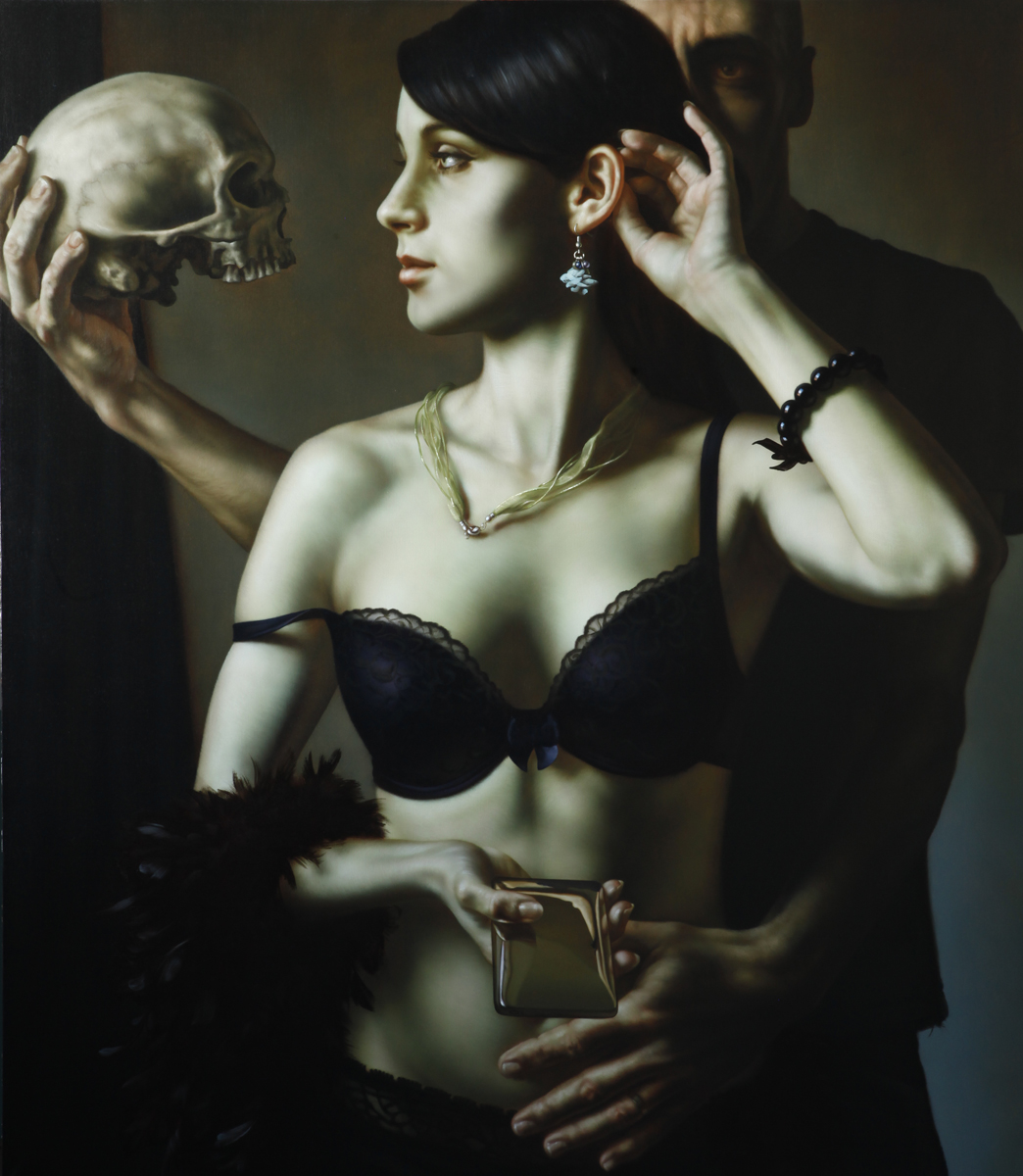
Send Me to the Future, olej na plátně, 150x132 cm, 2014

Někteří – především mladí – umělci jsou touto absurdní situací fascinováni. Aby se vyhnuli nebezpečí šablony příliš laciného modernistického akademismu, který dnes zapleveluje v silně pokleslé podobě kde co, raději se radikálně obracejí k minulosti. Začínají se vztahovat k vlastní evropské tradici jako k čemusi vzdálenému a téměř cizímu a také tak s ní bez skrupulí zacházejí. V přímých i nepřímých důsledcích diferencované skepse vůči perspektivám současné civilizace lze u řady dnešních umělců nalézt klíč k tendenci návratů zobrazujících forem, jejichž legitimní součástí je i cesta vedoucí ke zkoumání obrazové paměti.
Práci Karla Balcara lze vřadit (a to dokonce i časově shodně) mezi ty současné snahy, které se objevují již v celém průběhu druhé poloviny století a čerpají z tradice klasicismu, manýrismu a především barokního iluzionismu. Kultura malby je u Karla Balcara mimořádná a snese srovnání s finesami starých mistrů. K hrůzám bytí se jako správný romantik dostává přes exponovanou touhu po krásách života i umění. Formálně sice čerpá z předmodernistické minulosti, především z období manýrismu a baroka, ale jeho technicky suverénní obrazy odrážejí současnou realitu. Autor využívá významové metafory a nejednou se v symbolickém dění obrazů sám objevuje.
Figurativní malba je a od počátku byla pro Karla Balcara bytostným údělem. Zabývá se jí vědomě a programově. Na první pohled upoutá technická suverenita, s jakou je zde zobrazivá forma zvládána, současně však její uzavřenost může odrazovat. V každém případě působí – a to i přes mnohé názorové posuny, ke kterým došlo i v naší zúžené postmoderní scéně – stále výjimečně. V čem tato nekonformita spočívá? Paradox jako by byl skryt již v samotném procesu vzniku a samozřejmě i v konečné podobě jeho obrazů. Zdá se téměř nepravděpodobné, že právě Karel Balcar patřil již ve škole k tomu řídkému typu talentů, u nichž před samotnou problematikou techniky daleko vpředu stála vždy úporná snaha po osobní výpovědi. Ta pak byla hnacím motorem při překonávání obtíží, které se této vůli prostě musely poddat. Obsahová a formální nesmlouvavost, vedená provokativně napříč časovými dimenzemi, může být právě plodem takového úsilí.
Karel Balcar ovládá vhodné malířské prostředky natolik, že je schopen s nimi svobodně manipulovat ve jménu své zvláštní imaginace. Je schopen na obraze vyvolat útržky černých příběhů, jimiž jako by obcházel duch reaktualizovaných romantizujících tendencí, násobených dobově agresivními a lascivně podezřelými akcenty. Dovede se současně vyhnout laciným fantaskním efektům, hrám na tajemno, a což je zvlášť pozoruhodné, nemusí se ani v náznaku uchylovat k banálně prázdné symbolistní stylizaci. Torza figur, často izolovaných v neurčitém prostředí, se sama stávají jakýmisi osamělými fantomy reality, šachovými figurami rozehrané partie. Snad právě proto zde cítíme zřetelný odstup, vymezující tuto tvorbu do postmoderních regulí. Precizní, hermetické formy reálného tvaru vytvářejí bariéru mezi jevištěm a hledištěm. Divákovi není dovoleno se zapojit. Jako by zde fungoval odkaz klasicismu, té větve evropského myšlení, která byla dlouho modernímu umění metou nejvzdálenější.

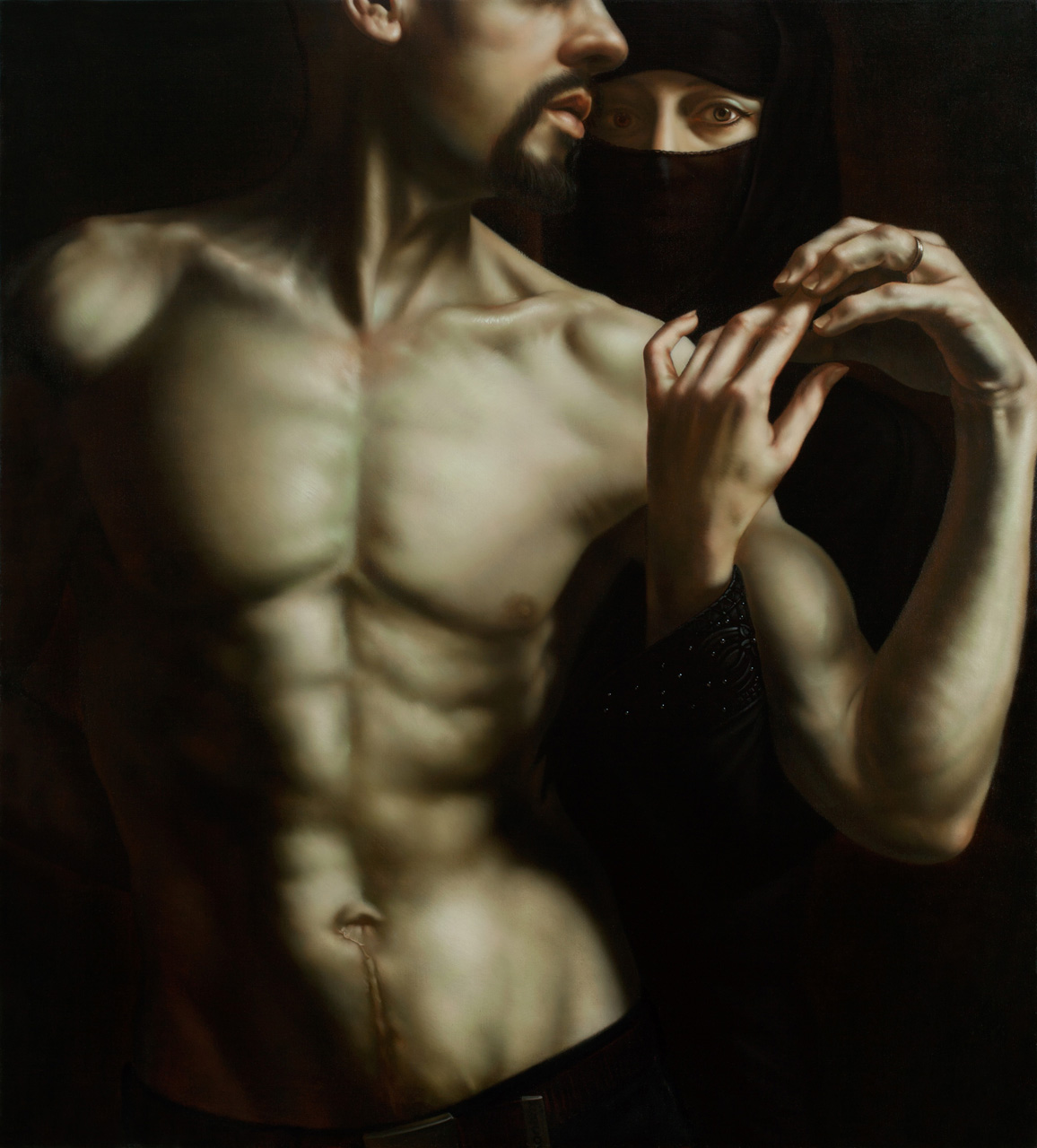
Recuerdos de la Alhambra (2015), olej na plátně 132 x 128 cm
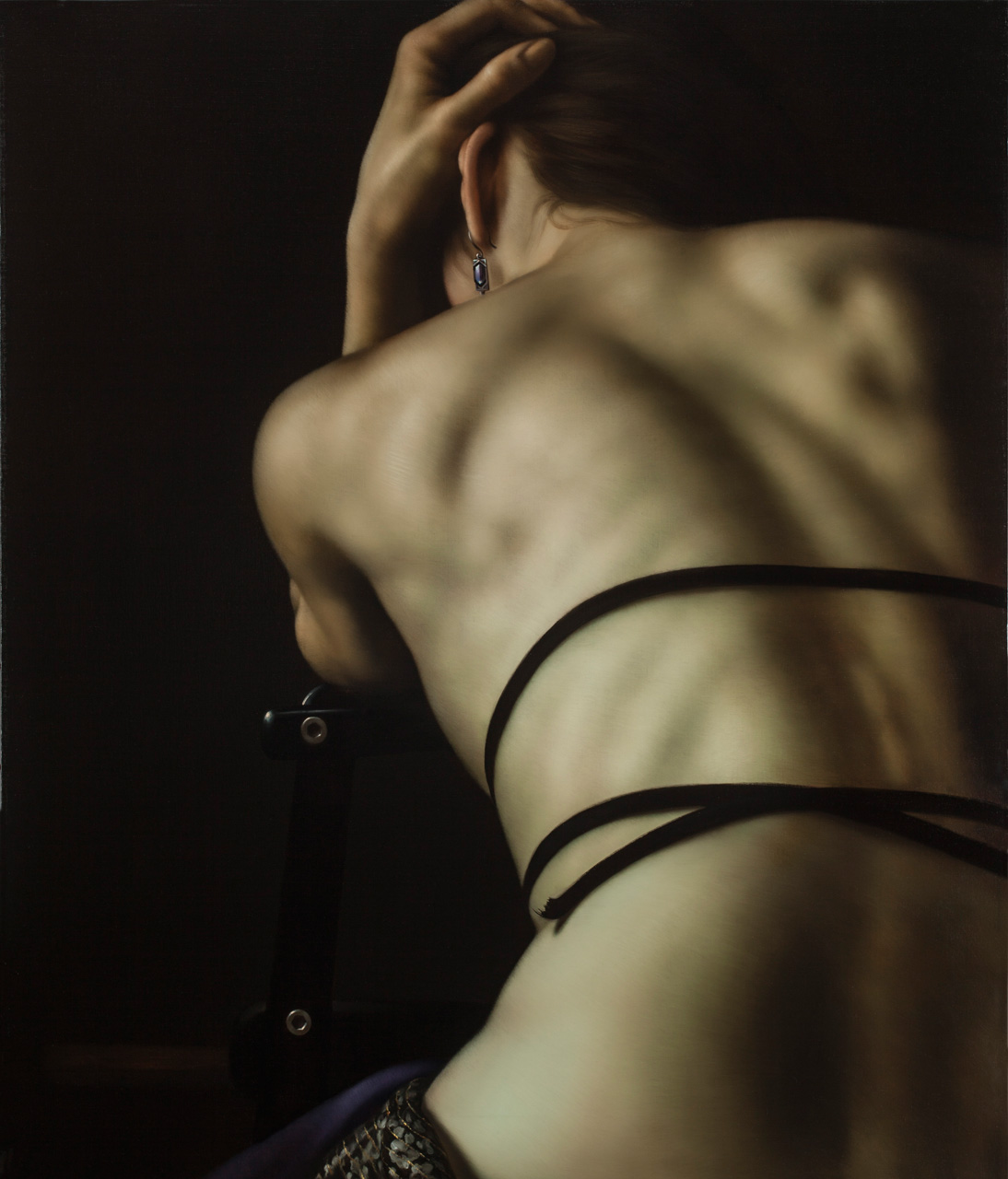
Sufficit unum (2016), olej na plátně 132 x 107 cm
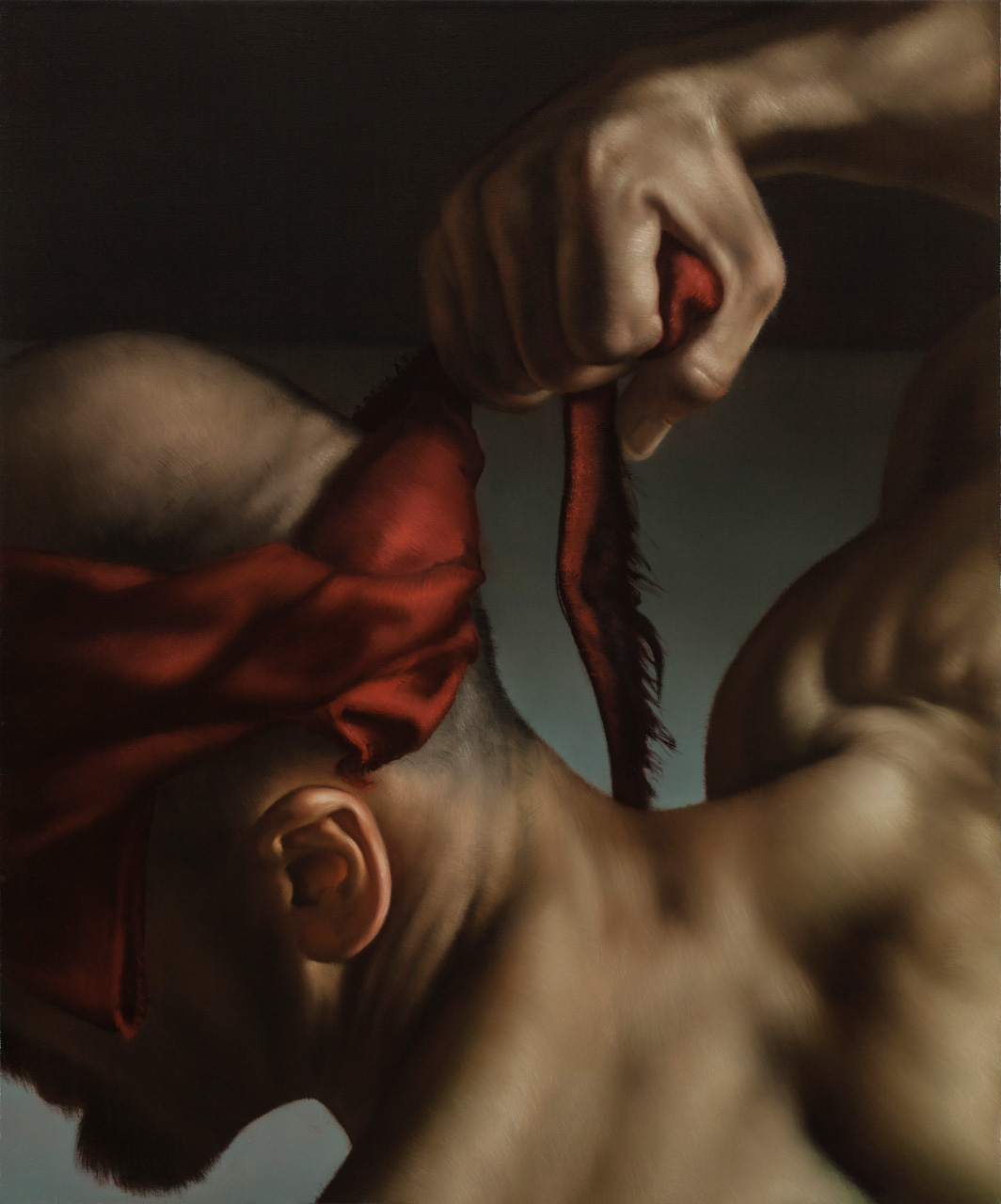
Self-tied II (2016), olej na plátně 70 x 55 cm
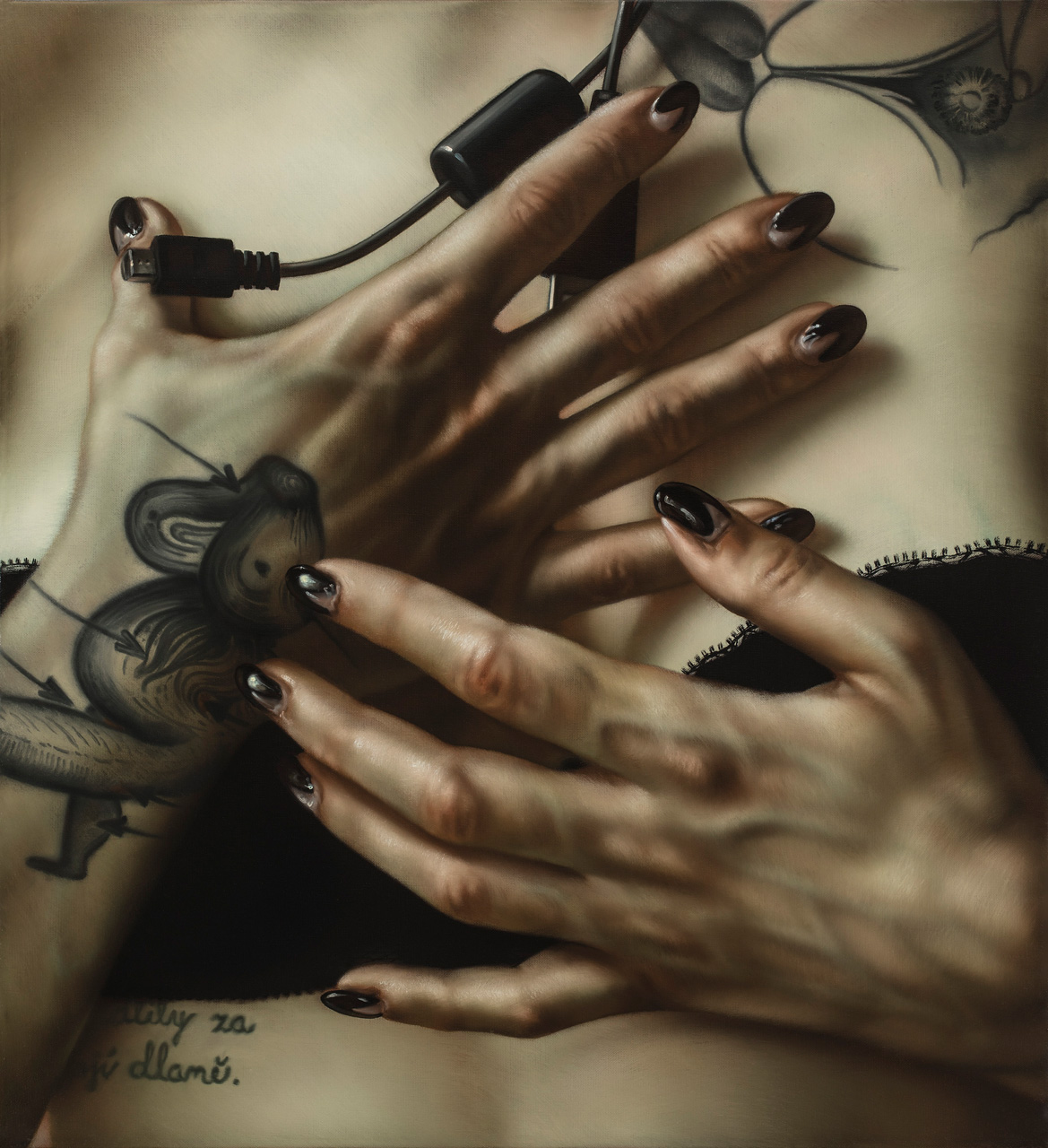
USB (2017), olej na plátně 60 x 55 cm
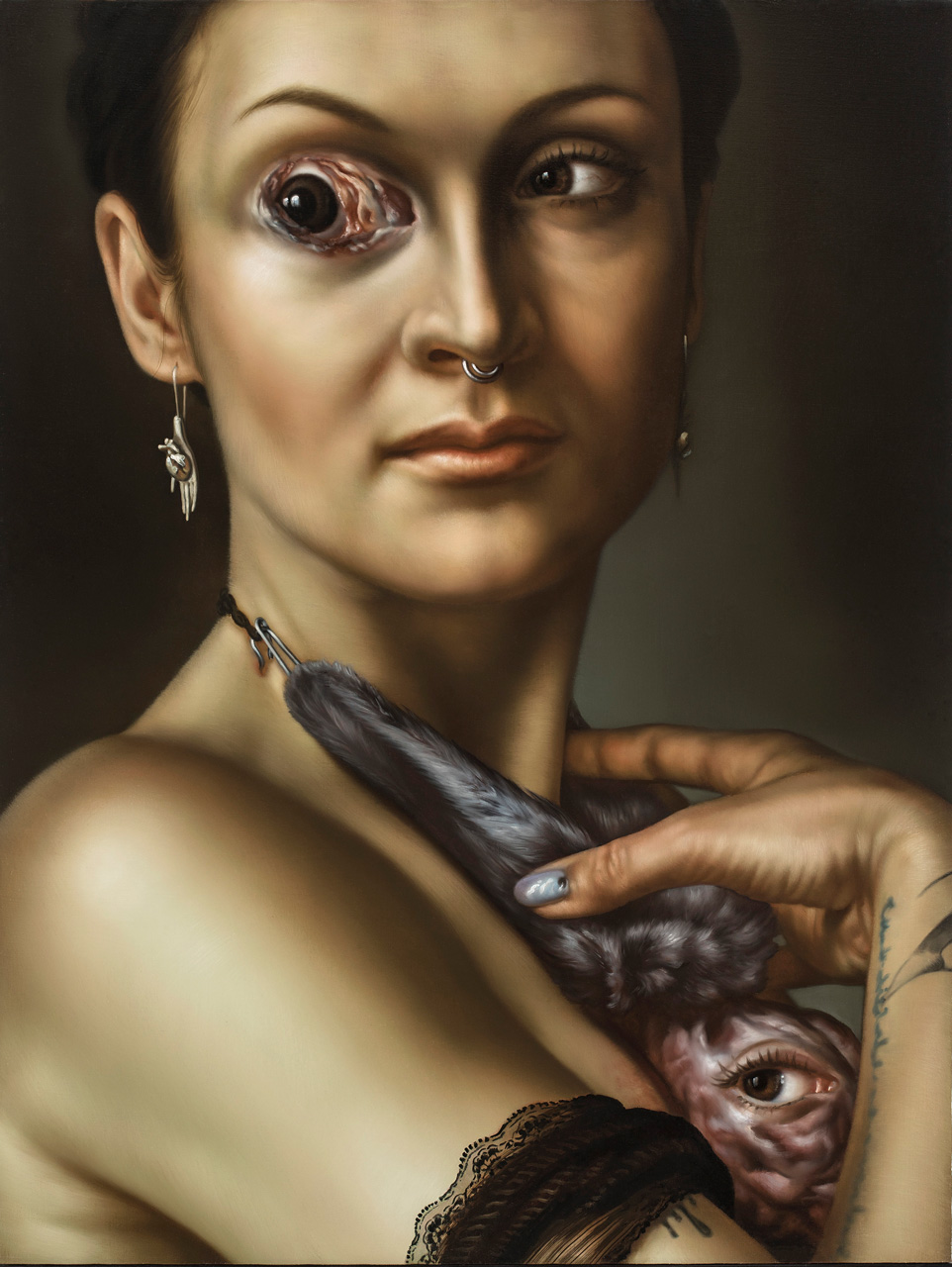
bunny (2017), olej na plátně 93 x 72 cm

Balcarovy hyperrealistické obrazy přinášejí podstatně novou kvalitu v takové míře, že zasahují do bilance renesance klasické malby v Evropě i ve světě. V konkurenci s fotografií je zřejmé hlubší promýšlení obsahu a maximální rozvinutí vnitřní dialektiky obrazového sdělení. Malířský obraz může disponovat širší paletou vědomých i nevědomých, subjektivních i objektivních motivací v procesu utváření symbolických poselství díla. Obscénním gestem prstu (Man with the Finger, 2009) se autobiograficky myšlená postava útočně obrací navenek, ale gestem je v obraze sama definována. Přesto před Balcarovou barokně mysteriózní scénou na mysli vytane i biblická postava Jana Křtitele. Balcarova tvorba je především osobní výpovědí malíře, jenž sám významy svých obrazů mnohdy nalézá až dlouho po jejich dokončení. Někdy divákova nutkavá potřeba interpretace Balcarovy zobrazivé malby, kde se střetává skutečné s nereálným, může být překážkou k pochopení metafory a fascinujícího světa obrazu, jehož hlavním úkolem není konkrétní sdělení, ale navození pocitu.

## Výběr výstav

### Samostatné
- 1991 Delta Praha
- 1991 Behémot, Praha
- 1995 Aguelimuseet, Sala, Švédsko
- 1997 Smrt před očima, Lichtensteinský palác, Praha
- 2000 Kontraprodukt, Galerie NOVA, Praha (s. Danielem Pitínem)
- 2003 Autodafé, Galerie Fronta, Praha
- 2009 Man with The Finger, České centrum, Praha
- 2010 Galerie Z, Stuttgart, Německo (s Y. Kazakovou)
- 2010 Z lásky k úpadku, Galerie Peron, Praha
- 2011 T2, Galerie České pojišťovny, Praha
- 2012 in progress..., Galerie Vltavín, Praha
- 2012 untitled, Galerie Orlovna, Kroměříž
- 2012 intro KB, Galerie městského muzea Lanškroun
- 2014 ...long way..., Galerie Magna, Ostrava
- 2016 Spending Eternity, Galerie Václava Špály Praha
- 2017 Sufficit unum / solitude, Alina Art Gallery, Lipsko
- 2018 Milenci doma, Galerie Peron, Praha
- 2021 The Beauty of Corona, Galerie Peron, Praha
- 2024 Angel Dusk, Galerie Vltavín, Praha

### Kolektivní
- 1998 Poslední obraz, Rudolfinum, Praha
- 1999 Neplánované spojení, Mánes, Praha
- 2000 Melancholie, Moravská galerie, Brno
- 2002 Hyperrealismus, Galerie moderního umění, Hradec Králové
- 2005 Pražské ateliery, Novoměstská radnice, Praha
- 2006 tina b. , Veletržní palác, Praha
- 2006 Spřízněni/ Allied, Veletržní palác, Praha
- 2007 Nová trpělivost, Mánes, Praha
- 2008 ART Prague, Mánes, Praha
- 2009 TRANSFER, (MG Brno, whiteBOX Muenchen) České centrum New York
- 2009 AUTOPORTRÉT v českém umění 20. a 21. století, GMU Hradec Králové, AJG Hluboká nad Vltavou
- 2011 Art Fair Karlsruhe, ART COLOGNE, Německo
- 2012 Art Prague in London, Czech House in London, Velká Británie
- 2013 KRV, Slovenská národná galéria, Bratislava, Slovenská republika
- 2021 Samota uprostřed davu, GASK, Kutná Hora